# Hans Böttcher (Künstler)
Hans Böttcher (* 9. September 1897 in Berlin; † 25. Dezember 1986 ebenda) war ein Maler, Grafiker und Illustrator, dessen Werk stark vom Expressionismus beeinflusst ist.

## Leben
Hans Böttcher war Autodidakt, nahm jedoch bei Gustav Richter Unterricht in Maltechnik und erhielt Unterweisungen in grafischen Techniken von Karl Böhm. Seit 1919 betätigte sich Böttcher in Berlin als freier Maler, Grafiker und Illustrator. Von 1925 bis 1933 war er Mitglied des Reichsverbands bildender Künstler und des Vereins bildender Künstler in Berlin. In dieser Zeit nahm er an zahlreichen Ausstellungen teil, wie etwa an der Juryfreien Kunstschau, an den Ausstellungen des Kunstasyls von Käthe Hyan (Ehefrau von Hans Hyan), des Anti-Kriegs-Museums von Ernst Friedrich und des Arbeiterkunstvereins (gemeinsam mit seinem Freund Otto Nagel).
Böttcher unternahm ausgedehnte Studienreisen nach Südfrankreich und nach Brasilien. Nach der Machtergreifung durch die Nationalsozialisten erhielt er 1933 Berufsverbot. Im Zweiten Weltkrieg wurden bei einer Bombardierung hunderte seiner Ölbilder und über dreitausend Zeichnungen vernichtet. 1945 gehörte Böttcher zu den ersten Künstlern, die in Berlin versuchten, das zerstörte kulturelle Leben der Stadt wieder aufzubauen. Er schloss sich dem damaligen Berliner Kulturkollektiv an, dem auch Max Pechstein und Otto Möller angehörten, und beteiligte sich an dessen Ausstellungen.
Böttchers Werk war bis zum Zweiten Weltkrieg stark von der expressionistischen Malerei beeinflusst. Er malte farbenprächtige Landschaften, Stillleben und religiöse Themen.
Nach 1945 orientierte sich Böttcher an unterschiedlichen Stilrichtungen, wie dem Kubismus, dem Informel bzw. der abstrakten Malerei und dem Surrealismus. Seine Werke wurden unter anderem 1964 im Kunstkabinett am Schillertheater und 1973 in der Graphothek Berlin ausgestellt.
Werke von Böttcher befinden sich in verschiedenen öffentlichen Sammlungen in Berlin, unter anderem in der Neuen Nationalgalerie, dem Berlin-Museum, der Berlinischen Galerie (Landesmuseum für Moderne Kunst, Fotografie und Architektur) und der neuen Nationalgalerie Berlin sowie im Privatbesitz.

## Werke (Auswahl)
- Damenporträt (Öl auf Pappe, 46 × 33,5 cm)[1]

- Die wilden Zwanziger (Öl auf Malpappe?; 47 × 30 cm)[2]

## Ausstellungen
- 2018/2019: Leidenschaft für Kunst. Die Sammlung Dr. Ina-Maria Reuß, Wetterau-Museum, Friedberg/Hessen[3]